# Marandahalli
Marandahalli là một thị xã panchayat của quận Dharmapuri thuộc bang Tamil Nadu, Ấn Độ.

## Địa lý
Marandahalli có vị trí 12°24′B 78°00′Đ / 12,4°B 78°Đ Nó có độ cao trung bình là 581 mét (1906 feet).

## Nhân khẩu
Theo điều tra dân số năm 2001 của Ấn Độ, Marandahalli có dân số 10.171 người. Phái nam chiếm 50% tổng số dân và phái nữ chiếm 50%. Marandahalli có tỷ lệ 61% biết đọc biết viết, cao hơn tỷ lệ trung bình toàn quốc là 59,5%: tỷ lệ cho phái nam là 66%, và tỷ lệ cho phái nữ là 55%. Tại Marandahalli, 12% dân số nhỏ hơn 6 tuổi.